# Портобуффоле
Портобуффоле (італ. Portobuffolé) — муніципалітет в Італії, у регіоні Венето, провінція Тревізо.
Портобуффоле розташоване на відстані близько 440 км на північ від Рима, 50 км на північ від Венеції, 30 км на північний схід від Тревізо.
Населення — 763 особи (2014).
Щорічний фестиваль відбувається 25 квітня. Покровитель — Святий євангеліст Марко.

## Демографія
Населення за роками:

Станом на 1 січня 2023 року в муніципалітеті офіційно проживало 118 іноземців з 11 країн, серед них 64 громадяни країн Євросоюзу та 3 громадяни України.

## Сусідні муніципалітети
- Бруньєра
- Гаярине
- Мансуе
- Прата-ді-Порденоне